# Vera Fischer (matemática)
Vera V. Fischer é uma matemática autríaca, especialista em teoria dos conjuntos, lógica matemática e combinatória infinitária. É privatdozent no Kurt Gödel Research Center for Mathematical Logic na Universidade de Viena.

## Formação e carreira
Fischer obteve um doutorado em 2008 na Universidade Iorque no Canadá com a tese The Consistency of Arbitrarily Large Spread between the Bounding and the Splitting Numbers, orientada por Juris Steprāns.
Antes de juntar-se ao Kurt Gödel Research Center, trabalhou na Universidade Técnica de Viena de 2014 a 2015, onde liderou um projeto no Lise Meitner Programme do Fonds zur Förderung der wissenschaftlichen Forschung.

## Reconhecimento
Em 2017 recebeu o Start-Preis do Fonds zur Förderung der wissenschaftlichen Forschung. Em 2018 recebeu o Förderungspreis der Österreichischen Mathematischen Gesellschaft.